# Сорочинская ярмарка (мюзикл)
«Сорочинская ярмарка» — комедийный мюзикл по мотивам одноимённого произведения Гоголя. Премьера состоялась на телеканале «Первый канал» 2 января 2005 года.

## Сюжет
Действие разворачивается в городке Сорочинцы, куда со всех концов света каждый год прибывают торговцы, певцы, актёры, цыгане... и даже чёрт, изгнанный за добродетель из Пекла. Они организовывают знаменитую Сорочинскую ярмарку. 
Среди прибывших в Сорочинцы богатый торговец пшеницей Солопий Черевик вместе со своей третьей женой Хавроньей Никифоровной и тремя прекрасными дочерьми — Параской, Горпиной и Мотрей. 
Ярмарку встречают три молодых парубка — Грицко и его друзья. Парень отмечает красоту дочерей Солопия, особенно в душу ему западает Параска. Однако Хавронья (Хивря), услышав лестные речи в адрес девушек, грубит Грицку и бросает в него помидор. Тот за словом в карман не лезет и, обозвав женщину чёртом, бросает в неё помидором в ответ, запачкав той платье. Хивря ужасно рассержена, но парубки убегают. 
Тем временем ярмарка в самом разгаре. Здесь можно найти всё — от сорочек до обуви, от гусей до крокодилов и змей, которых отгоняет словом Божьим местный поп. Прибывшие цыгане замечают Грицка, предложив ему погадать по ладони, однако тот не верит ворожеям. Хивря со своей кумой ходит по ярмарке, критикуя товары и осмеивая продавцов и производителей. Грицко и его друзья наблюдают за дочерьми Солопия. Катаясь на карусели, Хивря строит глазки попу и, притворяясь, что ей плохо, падает в его объятия. 
А чёрт, имеющий вид знатного пана, ищет некую свитку красного цвета, но среди многочисленных товаров такой свитки нет. 
Торговля идёт вовсю, только вот близится вечер и начинается дождь, поэтому большая часть людей направляется в близлежащий шинок, которым заправляет еврейская семья. В шинке веселье немногим уступает таковому на самой ярмарке — люди едят, пьют и слушают песню, исполненную некоей заморской певицей Лионой. 
Хозяин шинка предлагает вниманию его гостей новинку — тотализатор. Суть его в том, что два борца дерутся, а зрители делают ставки на того или иного борца. Грицко, чтобы доказать Параске свою ловкость и силу, вступает в, казалось бы, неравный бой с местной знаменитостью-тяжеловесом. Вначале Грицко уступает, однако в конце всё же побеждает его благодаря своей ловкости. Получив награду — бесплатную кружку горилки — парубок обнимает Параску, но в этот самый момент его хватает за ухо Солопий. Однако гнев Черевика быстро сменяется на радость, когда Грицко говорит, чей он сын. Все благотворно проводят время в шинке, на следующий день Солопий сообщает жене, что нашёл подходящего жениха Параске. По описанию Хивря понимает, что жених Параски — тот самый парубок, бросивший в Хиврю помидор. Она всячески противится свадьбе, и между супругами начинается ссора, в ходе которой Хивря ругает мужа за любовь к выпивке и исполняет песню «Ты ж напился, как свинья». 
В конце концов доводы Хиври действуют на мужа, и тот тоже начинает сомневаться в Грицке. Узнав об этом, опечаленный парубок садится на своего прекрасного коня и направляется к берегу широкой реки, напевая грустную песню. 
За песней Грицко добирается до лагеря цыган, где его радушно встречает гадалка. Она предлагает парубку продать своего коня за 20, однако тому не по душе её предложение. Тогда всё знающие цыгане предлагают Грицку сделку — они уговаривают отца и мачеху Параски выдать её замуж за Грицка, а он продаёт им своего коня. Услышав такое заманчивое предложение, парубок соглашается не на 20, а на 15. Дав десятку в задаток, цыганка поёт песню и предлагает Грицку остаться ночевать в цыганском лагере. 
В это время Хивря и поп встречаются в условленном месте недалеко от церкви, и Хивря ведёт попа к себе, так как Солопий должен остаться у своего кума Цыбули. Хивря и поп приходят в дом, где уже накрыт стол, поп начинает приставать к Хивре, как вдруг слышатся голоса Солопия и кумовей. Они пришли домой, да ещё и привели переночевать двоих других друзей. Поп прячется под стол, гости вместе с Хиврей усаживаются за стол. Слово за слово, разговор заходит о легенде про красную свитку. Солопию становится интересно, и он просит кума Цыбулю рассказать эту историю. Сначала кум отговаривается, аргументируя это тем, что нечего на ночь всякую чертовщину рассказывать. Но всем гостям интересно, и он начинает свой рассказ. 
Оказывается, что за какую-то провину выгнали одного чёрта из Пекла. На земле он принял облик богатого пана, одетого в красные одежды, поверх которых была та самая свитка. Со временем чёрт стал завсегдатаем шинка — того самого, в котором сейчас веселятся гости ярмарки. Гулял чёрт, гулял, и дошло до того, что пропил он всё, что имел при себе. Тогда чёрт оставил в заклад шинкарю свою драгоценную красную свитку, и сказал, что придёт за ней через год. И исчез. Через некоторое время шинкарю надоело хранить такую ценную вещь, и он продал её местному торговцу. Тот по дороге домой был ограблен разбойниками, которые забрали свитку и попытались её продать. Однако никто не хотел покупать у них эту свитку.
Тем временем в Сорочинцы вернулся чёрт. Придя в шинок, он потребовал свою свитку, однако шинкарь и его семья сделали вид, что никогда не видели никакой красной свитки и выпроводили чёрта из шинка. Чёрт ушёл, но ночью в шинок пришли другие черти, напугав шинкаря и заставив его выдать местоположение чёртовой свитки. Тот всё и рассказал. 
В это время у разбойников свитку купила одна торговка, довольно скоро понявшая, что вещь эта проклята, так как не стало у неё больше торговли. Всё же ей удалось продать свитку другому торговцу, но и у того тоже никто ничего больше не брал. Со злости торговец разрубил свитку на множество кусков, но они снова собрались в целую свитку. Тогда он разрубил её ещё раз, разбросал куски по всей округе и ушёл. 
Годами чёрт собирал по кускам свою драгоценную свитку. И сейчас осталось найти последний кусок. Во время рассказа поп, лежавший на сене под столом, случайно нашёл в нём тот самый кусок красной свитки. Испугавшись и закричав, он подкинул кусок так, что тот упал прямо на стол перед гостями. А им, и так перепуганным от рассказа, большего и не надо было. В страхе они разбежались кто куда. 
Наступило утро. Грицко и его друзья отправились к реке. Там как раз плавали Параска, Горпина, Мотря и другие молодые девушки. Налюбовавшись, парубки отправились обратно в Сорочинцы. 
Оказалось, что цыганка не обманула и действительно уговорила Солопия отдать Параску в жёны Грицку. Также она вернула чёрту кусок его свитки, и он перестал наводить ужас на гостей ярмарки. 
История заканчивается пышной свадьбой Параски и Грицка, а также возникновением романтических чувств между сёстрами Параски и друзьями Грицка, которые, возможно, тоже к чему-то приведут.

## В ролях
| Персонаж                                 | Актёр                            |
| ---------------------------------------- | -------------------------------- |
| Грицко (Григорий Игнатьевич Голопупенко) | Георгий Хостикоев                |
| Параска (Парасковья Солопиевна Черевик)  | Надежда Грановская               |
| Цыганка                                  | София Ротару                     |
| Чёрт                                     | Валерий Меладзе                  |
| Хивря                                    | Андрей Данилко                   |
| Москаль                                  | Андрей Федорцов                  |
| Черевик                                  | Анатолий Дяченко                 |
| Поп                                      | Юрий Гальцев                     |
| Кум Цыбуля                               | Сергей Мельниченко               |
| Кума Цыбуля                              | Инна Белоконь                    |
| Мистическая певица Лиона                 | Ирина Билык                      |
| Шинкарь                                  | Виктор Цекало                    |
| Козак                                    | Василий Баша                     |
| Московский купец                         | Владимир Заднепровский           |
| Мотря                                    | Вера Брежнева                    |
| Горпина                                  | Светлана Лобода                  |
| Актриса на ярмарке                       | Руслана Писанка                  |
| Друзья Грицка                            | Юрий Радковский Ярослав Гуревич  |
| Цыган                                    | Пётр Черный                      |
| Портной                                  | Георгий Дрозд                    |
| Пан                                      | Иосиф Найдук                     |
| Перекупка                                | Лилия Майборода                  |
| Писарь                                   | Владимир Горобей                 |
| Всадник                                  | Олег Юрчишин                     |
| Дети с куклами                           | Стася Егорова Александра Егорова |
| Мужик с топором                          | Виталий Деркач                   |

## Съёмочная группа
- Режиссёр-постановщик: Семён Горов
- Автор сценария: Аркадий Гарцман, Семён Горов, Игорь Шуб
- Оператор-постановщик: Алексей Степанов
- Композитор: Константин Меладзе
- Автор текстов: Константин Меладзе
- Продюсерская группа: Тарас Гавриляк, Влад Ряшин

## Песни
| №  | Песня                  | Исполнитель                                             | Композитор         | Автор слов                        |
| -- | ---------------------- | ------------------------------------------------------- | ------------------ | --------------------------------- |
| 1  | Квітка-душа            | Нина Матвиенко и хор «Берегиня»                         | Константин Меладзе | Диана Гольдэ                      |
| 2  | Нормально              | Андрей Федорцов и Руслана Писанка                       | Константин Меладзе | Константин Меладзе                |
| 3  | Побегу по радуге       | Ирина Билык                                             | Константин Меладзе | Константин Меладзе                |
| 4  | Мне оно не нравится    | Анатолий Дяченко и ВИА Гра                              | Константин Меладзе | Константин Меладзе                |
| 5  | Ти напився як свиня    | Андрей Данилко                                          | Константин Меладзе | Константин Меладзе                |
| 6  | Кажуть все мине        | Георгий Хостикоев                                       | Константин Меладзе | Диана Гольдэ                      |
| 7  | Я ж его любила         | София Ротару                                            | Константин Меладзе | Константин Меладзе                |
| 8  | Ты понравилась мне     | Валерий Меладзе                                         | Константин Меладзе | Константин Меладзе                |
| 9  | Ой говорила чиста вода | ВИА Гра                                                 | Константин Меладзе | Диана Гольдэ                      |
| 10 | Не купишь любовь       | Валерий Меладзе, София Ротару, Андрей Данилко и ВИА Гра | Константин Меладзе | Диана Гольдэ и Константин Меладзе |